# Politiskt Inkorrekt (blogg)
Politiskt Inkorrekt, grundad 2008, var en svensk opinionsbildande blogg. Sidan stod Sverigedemokraterna nära, men beskrev sig själv som "de facto politiskt oberoende."

## Historik
Webbsidan startades 2008 och publicerade inrikes- och utrikesnyheter som skribenterna på sajten ansåg att etablerade media undvek att rapportera om. Enligt Bloggtoppen hamnade den 2010 överst på listan av "Största politiska bloggarna", mätt efter antalet besök. På Alexa Internets lista över de från Sverige mest besökta webbplatserna hade Politiskt Inkorrekt plats 105 i oktober 2011.

## Koppling till Sverigedemokraterna
Den sverigedemokratiske riksdagsmannen Kent Ekeroths bankgiro har använts för att samla in pengar till Politiskt Inkorrekt. Enligt Expo var Kristianstadspolitikern Chang Frick (SD) del av bloggens redaktion. 2024 avslöjade Kalla fakta att Sverigedemokraternas kommunikationsavdelning styr den fortfarande aktiva Facebooksidan, men "tappat bort" tillgången till dess instagramsida.

## Kritik
Robert Aschberg, som vid tillfället var ansvarig utgivare för tidskriften Expo, har kallat Politiskt Inkorrekt "främlingsfientlig och bitvis rasistisk". En rad svenska medier har också beskrivit sajten som bland annat invandrarfientlig, och som en "hatsajt".

## Nedläggning, ny blogg
Den 16 oktober 2011 meddelade sajten att den inom kort skulle läggas ned på grund av för stor arbetsbörda. Det sista inlägget skrevs den 23 oktober 2011 på sajtens treårsdag. Den 31 oktober 2011 släcktes sidan ned. Ganska snart skapades en ny blogg, Avpixlat, som efterföljare till Politiskt Inkorrekt.